# Terza Posizione
Terza Posizione (en français : Troisième Position) est le nom d'une organisation national-révolutionnaire italienne, fondée à Rome en 1978 par Giuseppe Dimitri, Roberto Fiore et Gabriele Adinolfi, en activité jusqu’en 1982.
L’organisation est née du mouvement étudiant Lotta Studentesca. Pour ses fondateurs, la nécessité de rompre avec la logique dominant l'extrême droite des années 1970 et de dépasser les clivages gauche/droite et Est/Ouest imposent la création d'une nouvelle organisation national-révolutionnaire radicalement indépendante. Terza Posizione se veut ainsi en rupture totale aussi bien avec le communisme qu'avec les forces de droite « réactionnaires »,  « alliées au capitalisme et à l'impérialisme » ,.

## Histoire

### Le début: Lotta Studentesca
Alors qu'au cours des années 1950 le Mouvement social italien s'assure une hégémonie presque incontestée sur l'ensemble de la droite radicale italienne, il doit faire face, à partir du milieu des années 1960, à l'apparition ou bien à la consolidation d'organisations qui ne sont certes pas en mesure de le concurrencer sur le plan électoral, mais qui sont de plus en plus capables de lui arracher de nombreux militants. Cette large mouvance, qui regroupe tous ceux qui, à droite, ne se reconnaissent plus dans le MSI, se définit comme nationale-révolutionnaire (l'area nazional-rivoluzionaria). 
En 1976, les deux principales organisations de cette area nazional-rivoluzionaria, le Ordine Nuovo et Avanguardia Nazionale sont dissoutes par décret ministériel. Le besoin d'une nouvelle forme d'organisation extra-parlementaire se ressent immédiatement au sein de la jeunesse de droite radicale. En février 1976, de jeunes militants romains, dont Gabriele Adinolfi, Giuseppe Dimitri et Roberto Fiore, se réunissent à plusieurs reprises dans la Liberia Romana, alors gérée par Walter Spedicato (1947-1992), qui avait été membre fondateur de l'Organizzazione Lotta di popolo. Ces réunions aboutissent à la création d'un nouveau mouvement, Lotta Studentesca, qui place au centre de ses objectifs la « lutte contre les deux impérialismes des États-Unis et de l'URSS  » (d'où le concept de « troisième position »).
La ligne politique de Lotta Studentesca est rendue publique lors de la parution du deuxième numéro du journal :  « Militer à Terza Posizione signifie combattre l’impérialisme russo-américain, rejeter et lutter contre les deux fronts politiques, économiques et militaires du Kremlin et de la Maison-Blanche".

### L'évolution: Terza Posizione
En 1978, lorsque le nom du mouvement fut officiellement modifié par ses fondateurs à Terza Posizione, le groupe put se développer très rapidement, surtout dans la capitale, mais aussi dans le Nord de l'Italie : dans le Triveneto, en Ombrie, dans les Marches.
« Notre logique était que le niveau n'augmentait pas et que l'on ne répondait jamais de manière excessive. Après tout, depuis que nous avons repris le contrôle de la place, les armes à feu ont disparu de la confrontation de masse. Nous étions préparés à l'usage de la force, ce qui était une nécessité vitale : à cette époque, on ne pouvait pas distribuer de tracts plus de quinze minutes sans se battre. Notre personnel a été formé pour manœuvrer de manière organisée. Chacun savait de qui prendre les ordres, pour éviter la panique, pour contrôler le niveau de confrontation et pour éviter les victimes inutiles ou les violations contraires à notre éthique. Deux ont été expulsés pour avoir battu des femmes, d'autres ont été punis pour leur langage. La question n'était pas une question de style ou de maîtrise de soi, mais d'utilisation politique de la violence. Nous devions garder à l'esprit et offrir une image à l'extérieur : nous n'étions ni des voyous ni un groupe de rue [...] Nous étions encadrés militairement. Quand nous avons fait une patrouille ou une garnison, quatre-vingts personnes ont défilé en rangée pendant quatre et nous avons fini par massacrer régulièrement les "condamnés" qui venaient d'une guêpe pour taquiner les filles.
 »
— Marcello De Angelis, Fascisteria
Organisée de manière descendante, dirigée par les trois fondateurs, Adinolfi, Fiore et Dimitri et caractérisée par une approche militariste, la structure romaine de TP était divisée en zones de compétence et chaque zone était référée à un ou plusieurs quartiers de la ville. habité par le Cuib (nid, en roumain. Terme qui désigne la Garde de fer de Corneliu Codreanu) : groupes de militants composés de trois ou quatre militants également chargés de la formation politico-militaire de jeunes garçons. Outre les Cuibs, deux autres organes internes ont été créés pour prendre en charge l'aspect militaire : le noyau opérationnel et la légion.
Le consensus se rapprochant de plus en plus vis-à-vis de TP se développa avec le temps et, afin d'organiser les militants pour l'action locale, les tracts, les services d'ordre dans les marches, une sorte de bureau national fut créé Marcello De Angelis, Giancarlo Laganà, Fabrizio Mottironi, Vincenzo Piso et Roberto Nistri. Ce dernier est devenu de plus en plus important au sein du mouvement, jusqu’à être considéré comme le numéro quatre, surtout pour sa capacité organisationnelle. Parmi les militants romains les plus actifs, il y avait aussi Nanni De Angelis, Andrea Insabato, Massimo Taddeini, Corrado Bisini, Claudio Lombardi, Gherardo Maria De Carlo et Francesco Buffa, tandis que le premier groupe non romain à rejoindre TP était le Sicilien, dirigé par Francesco Mangiameli.

### Idéologie: l'équidistance
L'appareil idéologique à la base de TP diffère de celui des organisations néo-fascistes homologues extraparlementaires, tant du point de vue du mouvement que de la revendication d'une position équidistante de la gauche marxiste et de la droite capitaliste et conservatrice : la première, selon TP, soumis à l'Union soviétique et aux autres, soumis aux États-Unis.
Une approche conceptuelle qui allait inévitablement à l'encontre de la ligne du Mouvement social italien dictée par le secrétaire d'alors, Giorgio Almirante, qui s'efforçait de plus en plus de reconstruire une image atlantiste et dirigeante de son parti afin de briser l'isolement du peuple. Le MSI et pour gagner la confiance des autres sujets de l’architecture constitutionnelle, a vu s’appauvrir le consensus émanant de jeunes militants qui recherchaient de plus en plus de références politiques dans les différents mouvements extraparlementaires de la droite radicale.
Poussé par un socialisme national qui considérait favorablement les mouvements de libération nationale et la tradition du fascisme révolutionnaire, à l'instar de tant de mouvements d'extrême droite italien, TP avait même pour référence idéologique Julius Evola, à partir de laquelle apprendre avant tout les enseignements Doctrinaire et Pierre Drieu La Rochelle et son idée d'une Europe socialiste, unie, anticapitaliste et anti-bourgeoise.
Les militants de TP ont également accueilli favorablement les expériences nationalistes de Juan Domingo Perón, en Argentine, et celle du dirigeant roumain Corneliu Codreanu, commandant de la Garde de fer dans la première période d'après-guerre, qui, selon eux, maintiendraient intacte la position révolutionnaire qui avait été dispersée. Le fascisme italien à l'époque du gouvernement. En plus de la conception péroniste d'une politique d'équidistance (de l'URSS et des États-Unis) visant à faire revivre l'idée de souveraineté nationale et populaire, à partir de l'exemple de ces doctrines, les dirigeants Tippini se sont également inspirés de règles de discipline hiérarchiques et militaires telles que la soumission volontaire aux règles et à la hiérarchie des commandes.
L’idée fondatrice de l’identité politique de la troisième position d’équidistance des blocs impérialistes russe et américain a conduit le mouvement, contrairement à l’ancienne droite subversive, à s’opposer ouvertement à certaines dictatures sud-américaines telles que Videla et à se solidariser également avec certains mouvements anti-impérialistes de libération nationale comme celle des palestiniens, irakiens et des Sandinistes au Nicaragua, dirigés par le national-socialiste Edén Pastora.

### Symbologie
Le symbole adopté par Terza Posizione est un poing tenant un marteau marqué d'une rune « Wolfsangel » , connue en Italie sous le nom de « Dente di lupo » (Dent de loup). À l’origine, cette rune est un symbole récurrent retrouvé sur des talismans, probablement utilisé pour préserver des attaques de loups, ou alors pour s'attirer la force du loup. Cette rune a aussi été utilisée précédemment en Allemagne comme emblème par la division SS Das Reich.

### La subversion: le double niveau
En 1979, le degré de confrontation politique en Italie atteignit peut-être son apogée et, bien qu'il ne fût jamais impliqué directement en tant que mouvement, dans des attaques qui causèrent la mort, des membres de la Troisième position prirent les armes et décidèrent de franchir le seuil de la lutte subversive, surtout par l’adhésion aux Noyaux armés révolutionnaires.
Le 14 décembre 1979, à Via Alessandria, à Rome, l'équipage d'une voiture de la police d'État sans permis remarqua trois garçons portant des cartons d'un escalier à un véhicule. Ils sont les chefs de l’unité opérationnelle de TP, Roberto Nistri et Giuseppe Dimitri, qui, avec Alessandro Montani et Gherardo Maria De Carlo, ont été arrêtés après une brève fusillade.
De la fouille du bâtiment qui a suivi, un véritable arsenal a émergé, composé de mitraillettes, de pistolets, de fusils et de TNT. Des agents de la Guardia di Finanza et de la métronotte ont également découvert des uniformes, tandis que des boîtes contenant des grenades à main avaient été retrouvées dans le coffre de la voiture. Lors de la perquisition, les agents ont trouvé des documents en possession de Dimitri et, parmi les divers papiers, retrouvent également un reportage sur le KGB en Europe, remis quelques jours auparavant par Stefano Delle Chiaie à Dimitri lors d'une réunion à Paris et destiné à être publié dans le magazine Confidentiel, dirigé par Mario Tilgher (le père d'Adriano), et envoyé à des personnalités de la franc-maçonnerie comme Licio Gelli. Une relation qui démontrerait une fréquentation des cercles du coup d’État et anticommuniste qui ne correspond pas aux idées révolutionnaires et à la nouvelle génération militante de TP.
En première instance, Dimitri est condamné à neuf ans tandis que Nistri et Montani s’échappent avec une peine d’un an et dix mois de prison. Toujours à cause de ces arrestations, le mouvement a été pris pour cible par la justice italienne et les enquêteurs ont émis l'hypothèse de l'existence d'un double niveau de TP, à la fois strictement politique et à la lumière du jour, et d'un second plus occulte et militaire, utilisé pour des actions subversives. et dirigé par Dimitri, De Carlo et Nistri.
L’arrestation des trois hommes a toutefois entraîné le début du détachement progressif de leur noyau opérationnel de TP et l’hémorragie de militants des rangs du mouvement en faveur des Noyaux armés révolutionnaires de Valerio Fioravanti, qui ont décidé de franchir le seuil de la légalité et prendre les armes contre le pouvoir établi.

### Implosion
L'arrestation des deux dirigeants a également vu se catapulter le chef du noyau opérationnel du TP Giorgio Vale qui, avec le temps, soustrait le noyau du contrôle de Fiore et d'Adinolfi et contribuait au retrait définitif de plusieurs militants du TP [réf. nécessaire].
L’histoire de Terza Posizione change toutefois radicalement de direction après les événements du 2 août 1980, jour de la bombe qui a provoqué un massacre à la gare de Bologne, tuant 85 personnes et en blessant 200. Déjà dans les heures qui ont suivi l'attaque, le président du Conseil, Francesco Cossiga, a émis l'hypothèse de la matrice fasciste du massacre, une piste d'investigation que la magistrature elle-même poursuivra dès le début. Parmi les différentes pistes qui ont été battues, il y en a une qui est liée aux déclarations d'Angelo Izzo, qui a divisé les responsabilités entre Terza Posizione et les NAR : Luigi Ciavardini, Nanni De Angelis et Massimilano Taddeini en tant qu'exécuteurs matériels. avec Valerio Fioravanti et Francesca Mambro. Ses déclarations seront alors jugées peu fiables pour De Angelis et Taddeini et crédibles pour Ciavardini.
Le 28 août 1980, le bureau du procureur de Bologne a émis 28 mandats d'arrêt, dont deux à l'encontre des dirigeants de TP, Fiore et Adinolfi, qui ont toutefois échappé à l'arrestation pour expatriation.

## Influence hors d'Italie

### En France
En 1980, à la suite des mandats d'arrêts émis par la procure de Bologne et à la répression qui s'abat sur l'organisation, les principaux responsables de Terza Posizione prennent le chemin de l'exil. Plusieurs d'entre eux, comme Gabriele Adinolfi et Roberto Fiore, séjournent à Paris, où ils prennent contact avec le Mouvement nationaliste révolutionnaire de Jean-Gilles Malliarakis. Ils publieront ensemble un document « Terza Posizione parle ! Entretien avec Roberto Fiore et Gabriele Adinolfi ». Les contacts entre les militants italiens et français seront pour beaucoup dans la relance de la thématique de la « troisième voie » en France. Le mouvement de Malliarakis se transformera d'ailleurs en 1985 en une autre organisation, qui portera le nom de Troisième Voie.